# Dąbrowa Biskupia
Dąbrowa Biskupia est une gmina rurale du powiat de Inowrocław, Couïavie-Poméranie, dans le centre-nord de la Pologne. Son siège est le village de Dąbrowa Biskupia, qui se situe environ 20 km à l'est d'Inowrocław et 29 km au sud de Toruń.
La gmina couvre une superficie de 147,44 km2 pour une population de 5 190 habitants.

## Géographie
La gmina est bordée par les gminy d'Aleksandrów Kujawski, Dobre, Gniewkowo, Inowrocław, Koneck, Kruszwica et Zakrzewo.